# Леса Москвы

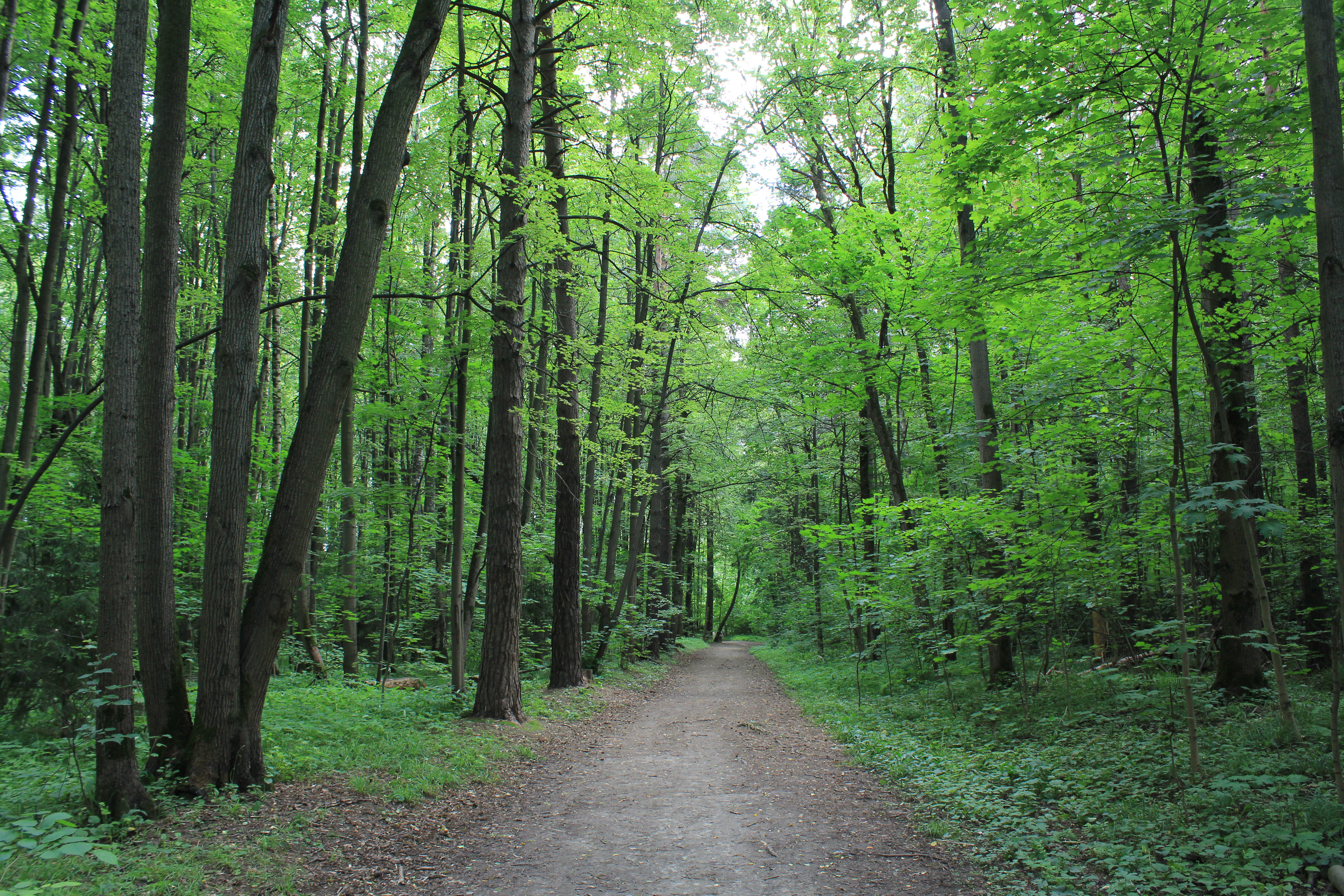
Битцевский лес

Число лесных массивов Москвы превышает 40, на них приходится около 12 % территории города. Березняки составляют 39 % городских лесов, сосняки — 21 %, липняки — 18 %, дубравы — 10 %, осиновые леса — 4 %, лиственничные леса — 3 %, ельники — 2 %, черноольшаники — 1 %. Причиной разницы видового состава лесов Москвы и Подмосковья является то, что в столице значительная часть леса посажена человеком, вырубка осуществлялась с другой целью, и разные деревья по-разному переносят городские условия.

## История
До первых поселений людей на территории современной Москвы росли хвойно-широколиственные леса — ельники, дубравы, липа, сосняки, черноольшаники. Люди в этих местах издавна рубили лес для строительства, заготовки древесины, под луга, пастбища и поля.
В XII—XIV веках в границах древней Москвы и на соседних территориях ещё, вероятно, росли зрелые крупноствольные леса. Скорее всего, в те времена в лесах было больше сосны и широколиственных пород (дуба, липы), чем на данный момент. В 1330 году Иван Калита построил на территории Кремля храм Спаса на Бору; это свидетельствует о том, что тогда здесь ещё находились остатки соснового бора. Большую распространённость боров в те времена подтверждают и другие старинные названия — Боровицкие ворота, церковь Иоанна Предтечи под бором, церковь Успения божьей матери на бору, Ильи-пророка под Сосенками.
Изначально городские стены были из сосны, при этом, по свидетельствам летописца, лес рубили на месте. В 1339 году Калита построил вокруг Кремля дубовые стены; по всей видимости, и дуб тогда произрастал рядом с Кремлём.
В дальнейшем леса в городе редели, вместо них появлялись жилые кварталы, сады и огороды, тем не менее город тоже расширялся, и его границы захватывали новые участки леса.
Некоторые леса в границах строящегося города быстро становились охраняемыми объектами и, в первую очередь, — как боярские и царские охотничьи угодья. Это, в частности, Погонно-Лосиный остров, Сокольники (бывшие угодья царской соколиной охоты), Измайлово. В данных лесных массивах периодически проводились вырубки и посадки деревьев, но ряд лесных участков до настоящего времени в определённом смысле сберегают свой природный вид.
Постепенно изменялся состав московских лесов: увеличивалось количество берёзы и осины, уменьшались площади хвойных пород, липы и дуба. Тем не менее в XVIII—XX веках началось интенсивное озеленение города, закладывались рощи и парки, при этом предпочтение отдавалось эстетичным и долговечным породам — сосне, липе, вязу, дубу. Из-за этого в настоящее время в Москве доля дуба, липы и вяза намного выше, чем в Подмосковье.
В то же время в Москве благодаря посадкам становится больше нехарактерных для этой местности пород деревьев — лиственница сибирская, тополь бальзамический и канадский, клён ясенелистный, конский каштан и другие. Хотя, в основном, эти породы леса не создают, а произрастают в виде аллей, единичных деревьев и т. п.
В своё время сажали и ель, но в итоге выяснилось, что данная порода плохо переносит загрязнение воздуха и вытаптывание, из-за этого ельников в Москве осталось весьма мало.
В XX веке город интенсивно рос, в его границы вошли новые массивы леса. В ходе этого городские власти стали предпринимать больше попыток сберечь крупные массивы леса, объявляя их охраняемыми зонами и организуя парки. В начале XX века в столице была организована система особо охраняемых природных территорий. На данный момент довольно большие массивы леса охраняются в национальном парке «Лосиный Остров», природно-исторических парках «Измайлово», «Царицыно», «Битцевский лес», «Кузьминки-Люблино», «Покровское-Стрешнево», «Москворецкий», «Тушинский», «Останкино», в заказниках «Тёплый Стан», «Долина реки Сетунь», «Долина реки Сходни в Куркино», «Петровско-Разумовское», «Воробьёвы горы». Кроме того, в будущем для защиты сохранившихся в Москве лесов предполагается открыть природно-исторические парки «Сокольники», «Кусково» и много других охраняемых территорий.